# Armin Breinl
Armin Breinl ist ein österreichischer Gynäkologe, der durch die ATV-Serie Teenager werden Mütter bekannt ist. Er ist auch als Getränkehersteller tätig.

## Ausbildung und Beruf
Nach seinem Medizinstudium an der Medizinischen Universität Graz und dem Universitätsklinikum Graz absolvierte Breinl ab 1983 den Turnus und die Facharztausbildung für Frauenheilkunde und Geburtshilfe am Landeskrankenhaus Bruck, wo er zehn Jahre tätig war und auch eine eigene Schwangerschaftsambulanz initiierte. 1991 eröffnete Breinl seine eigene Praxis. 1998 war er an der Entwicklung des 3D/4D-Ultraschalls (Life 3D) beteiligt. Er ist außerdem Mitglied der österreichischen Anti-Aging Gesellschaft.

## Fernsehen
Seit mehreren Jahren ist Armin Breinl als beratender Arzt in der österreichischen TV-Serie Teenager werden Mütter tätig und erlangte dadurch größere Bekanntheit. Dabei wurde er dem Sender von Hebammen empfohlen.

## Unternehmer
Breinl lässt sogenannte „2B-Drinks“ als Alternative zu Soft- und Energydrinks, produzieren, die von Marko Arnautovic beworben werden. Breinl entwickelte einen Gin, der bei den World Gin Awards 2023 zum zweiten Mal in Folge zum besten Gin Österreichs in der Kategorie „Contemporary“ gekürt wurde.